# Buttapietra
Buttapietra is een gemeente in de Italiaanse provincie Verona (regio Veneto) en telt 6195 inwoners (31-12-2004). De oppervlakte bedraagt 17,2 km², de bevolkingsdichtheid is 360 inwoners per km².
De volgende frazioni maken deel uit van de gemeente: Bovo, Marchesino e Settimo Gallese.

## Demografie
Buttapietra telt ongeveer 2321 huishoudens. Het aantal inwoners steeg in de periode 1991-2001 met 30,5% volgens cijfers uit de tienjaarlijkse volkstellingen van ISTAT.
| Jaar | Inwoneraantal |
| ---- | ------------- |
| 1991 | 4445          |
| 2001 | 5801          |

## Geografie
De gemeente ligt op ongeveer 38 m boven zeeniveau.
Buttapietra grenst aan de volgende gemeenten: Castel d'Azzano, Isola della Scala, Oppeano, San Giovanni Lupatoto, Verona, Vigasio.

## Geboren
- Aurelio Menegazzi (1900-1979), wielrenner